# Довнарович (герб)
Довнарович (пол. Downarowicz) — польский дворянский герб.

## Происхождение
Герб является разновидностью герба Пшыячель.

## Описание
В поле червлёном сердце — двумя мечами вниз остриями наискось накрест пробито. Над шлемом в короне три пера страусовых.
Оригинальный текст (пол.)W polu czerwonem serce — dwoma mieczami na dól ostrzami ukośne na krzyż przebite. Nad helmem w koronie trzy pióra strusie.
— Juliusz Ostrowski: Księga herbowa rodów polskich, T.2

## Род — владелец герба
Владельцем и единственным носителем герба является дворянский род Довнаровичей.